# Moosburg (Effretikon)
Moosburg egy várrom Illnau-Effretikon Effretikon városrészében. 

## Története
A várat 1254-ben építtette a kyburgi Hartmann gróf feleségének, a szavojai Margarétának. A pár gyermek nélkül halt meg és ezután a vár 1274-ben a Habsburgok kezére került, majd 1300-tól a Schlatthoz került hűbéri birtokként. Előbb 1386-ban, majd 1444-ben a régi zürichi háború alatt feldúlták a zürichiek. David Herrliberger rajai szerint 1745-ben még állt a torony.
A vár maradványai körül 1952-ben és 1953-ban tartottak kiterjedt ásatásokat, majd 1955-ben Illnau-Effretikon városi önkormányzata vette meg 30 000 frankért. Az északi és nyugati falak állapotát 1970-ben stabilizálták.
- David Herrliberger rajza Moosburgról 1745-ből
- A vár helyének megjelölése Jos Murer 1576-os térképén
- A várrom belülről